# Arizona Outlaws
De Arizona Outlaws (of simpelweg de Outlaws) zijn een voormalig Americanfootballteam uit Tempe (Arizona). Ze kwamen uit in de United States Football League (USFL).